# De Staalmeesters
De Staalmeesters is de naam waaronder het schilderij 'De waardijns van het Amsterdamse lakenbereidersgilde bekendstaat. Het werd in 1662 vervaardigd door de Hollandse kunstschilder Rembrandt van Rijn. Het werk, gedateerd op het tafelkleed met 1662, was tot 1771 te bezichtigen in het Staalhof, vervolgens in het stadhuis op de Dam, sinds 1808 in het Trippenhuis en vanaf 1885 in het Rijksmuseum te Amsterdam. Het schilderij is eigendom van de gemeente Amsterdam.

## Datering

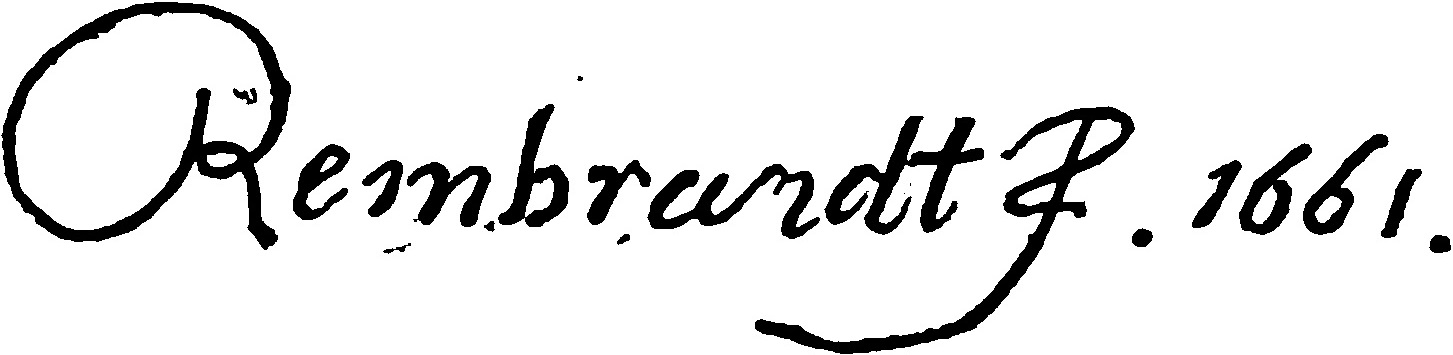
De valse signatuur

De signatuur van Rembrandt dateert uit 1662 en werd op het tafelkleed geschilderd. Rechts, boven de lambrisering, bevindt zich ook de naam van Rembrandt, maar met het jaartal 1661. Deze signatuur is vals. Altijd al is aangenomen dat de signatuur op het tafelkleed de enige juiste was. In 1991 werden bij een ingrijpende restauratie van het schilderij de twee handtekeningen aan een grondig onderzoek onderworpen. Van de valse handtekening werd een minuscuul stukje van de letter R onder de microscoop gelegd. Het bleek dat de bovenste handtekening zich bovenop retouches bevindt.

## Thema
Het schilderij is een groepsportret van vijf heren van het Amsterdamse lakengilde die instonden voor de keuring van het laken, en hun bediende. Het zijn niet de regenten van het gilde, maar de waardijns: twee katholieken, een doopsgezinde, een remonstrant en een gereformeerde. Hun namen zijn (v.l.n.r.): Jacob Jansz van Loon (1595-1674), Volckert Jansz. (1605-1681), Willem van Doeyenburg (1616-1687), Jochem de Neve (1629-1681) en Aernout van der Meye (1625-1681). Op de achtergrond in het midden, zonder hoed maar met solideo, staat hun bediende, Frans Hendricksz. Bel (1629-1701). Bel had de dienstwoning tot zijn beschikking en sleet zijn leven in het Staalhof.
Het portret was bedoeld voor het Staalhof in de Staalstraat in Amsterdam, de locatie waar de staalmeesters de kwaliteit en de kleur van het aangeboden laken controleerden. Het (blauw of zwart geverfde) laken is een effen wollen stof die door een langdurige bewerking dicht, warm en glanzend geworden is. Om de kwaliteit van verschillende partijen laken te vergelijken gebruikten ze 'stalen', proeflappen - vandaar hun naam, staalmeesters. Het was een onbetaalde erefunctie, en de waardijns werden benoemd voor een periode van één jaar, telkens van Goede Vrijdag tot de volgende Goede Vrijdag. Men kwam driemaal per week samen. De bovengenoemde staalmeesters oefenden hun taak uit van Goede Vrijdag 1661 tot Goede Vrijdag 1662. Van Doeyenburg fungeerde als de voorzitter van het gezelschap. Het opengeslagen boek betreft waarschijnlijk de boekhouding van het gilde. Lange tijd werd gedacht dat de meest rechtse man op het schilderij een zak met stempels vasthield. Bij de restauratie in 1991 bleek dat het om twee handschoenen gaat.

## Compositie en stijl
Rembrandt hield vermoedelijk rekening met de plek op de muur die het schilderij zou krijgen, want hij koos voor een perspectief met een vrij laag gezichtspunt, zodat de beschouwer van onderen tegen de tafel aankijkt en de staalmeesters - iets meer dan levensgroot afgebeeld - in gewichtigheid alleen maar toenemen. Hij heeft vermoedelijk ook de lichtinval afgestemd op de werkelijke lichtinval op de plek waar het doek van oorsprong zou komen te hangen. Ook zou de lambrisering op de achtergrond van het doek overeenkomen met de oorspronkelijke inrichting van de kamer in het Staalhof. Het werk hing vermoedelijk vrij hoog in deze ruimte boven een schoorsteenmantel; daardoor had de opwaartse perspectief nog een praktische functie: zo kwam het overeen met de blikrichting van de kijker in de kamer. Het tafelblad is daardoor niet zichtbaar, slechts de aanblik van een zwaar, rijk tafelkleed. Deze vondst maakt het Rembrandt mogelijk de figuren ongeveer op één rij te plaatsen: vijf zwarte volumes, de witte kraag en daarop de frontaal afgebeelde ernstig aankijkende staalmeesters, bewust van het belang van hun functie. Door die opstelling ziet de aanschouwer een rij van vijf voorname, indringende gezichten, ongeveer horizontaal geplaatst maar licht schommelend als lampionnen. Door de schikking is er afwisseling van volumes en intervallen met in het midden een vast statig ankerpunt in de vorm van een stabiele driehoek gevormd door twee staalmeesters en de bediende, dit alles samengevat tussen het donkerrode volume van de tafel en de hoekige, bruine lambrisering achterin. De aandacht wordt getrokken door het oplichtende deel van het tafelkleed, "niet alleen door de levendige kleuren, maar ook vanwege de variatie in textuur (...) met kloddertjes, veegjes en afgeschraapte laagjes verf". In de indringende gezichten van de staalmeesters met hun dwingende blik zien wij Rembrandt als begaafd portretschilder.

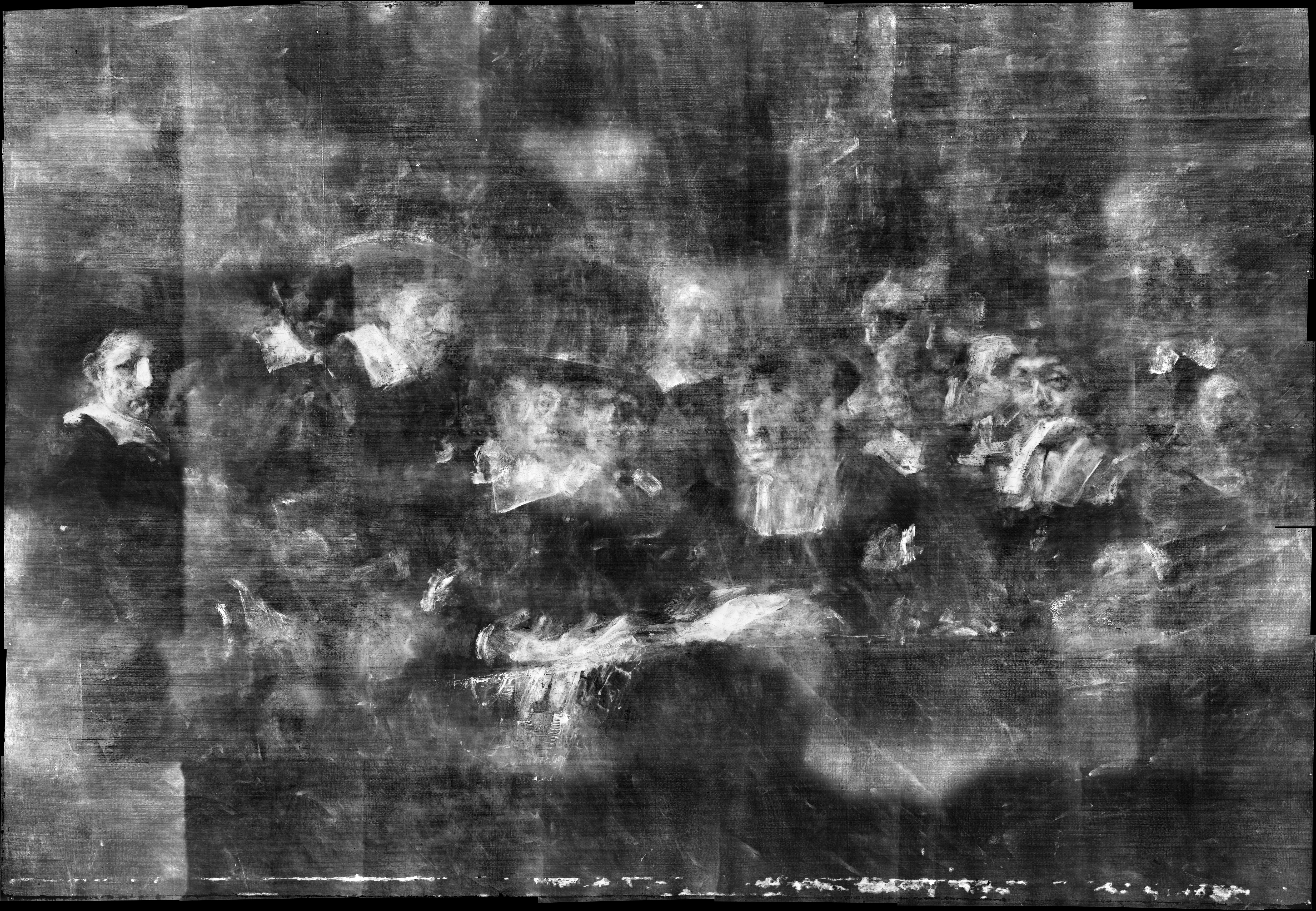
Röntgenfoto van De staalmeesters

Uit een röntgenfoto die van het doek is gemaakt, blijkt dat Rembrandt nogal geschoven heeft met de compositie. Er zijn drie tekeningen bekend die als voorstudie voor dit meesterwerk hebben gediend. Hierin oefende Rembrandt vooral op de houding en compositie. In een schets voor het linkerdeel van het werk is de tweede figuur van links nog staand weergegeven. In een andere, aparte studie van deze figuur staat hij zelfs fier rechtop, terwijl hij volgens het protocol hoort te zitten.

## Herkomst
Het werk is gemaakt in opdracht van de waardijns van het Amsterdamse lakenbereidersgilde. Volgens een etiket op de achterkant van het schilderij werd het doek op 27 november 1771 van de hal van het lakenbereidersgilde aan de Staalstraat overgebracht naar de 'Konstkamer' van het stadhuis van Amsterdam. Op 15 augustus 1808 werd het door de gemeente Amsterdam in bruikleen gegeven aan het Rijksmuseum.